# قائمة المدارس الطبية في المملكة المتحدة

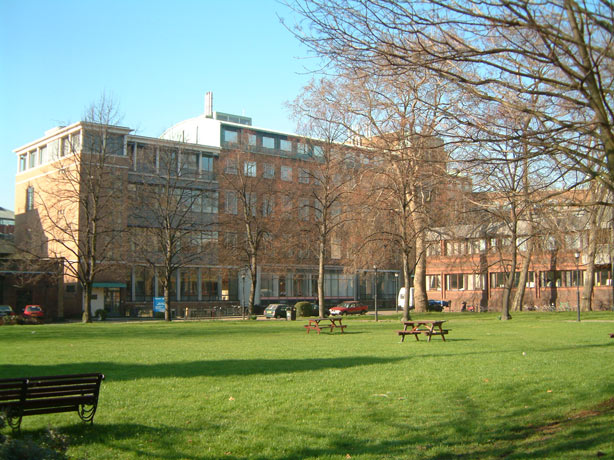
ساحة شارتر هاوس، وهي مكانُ مدرسة بارتس ولندن للطب وطب الأسنان، والتي تُعد جُزءًا من كلية الملكة ماري. تتِمّ التَّدريبات الطّبّيّة فيها باستمرار مُنذ تأسيسها عام 1923م، وتأسست مدرسة الطّب فيها رسميًّا عام 1843م، لكنّها كانت تسمّى بمدرسة الطب (medical school) قبل ذلك التاريخ.

يُوجد في المملكة المتحدة ثلاثٌ وثلاثون مدرسةً للطب معترفٌ بها من قبل المجلس الطبي العام، حيث يمكن للطّلاب أن يَحصلوا على درجة البكالوريوس في الطب. هنالك خمسٌ وعشرون مدرسةً من هذه المدارس في إنجلترا، وخمسٌ في اسكتلندا، واثنتان في ويلز وواحدةٌ في إيرلندا الشمالية، تقدّمُ جميع هذه المدارس مساقات البكالوريوس في الطّب عَدا مدرسة طب ووريك ومدرسة طب سوانزي. تُقدّم مدرستيّ طِب بيوت ودورهام مساقات البكالوريوس لما قبل المرحلة السّريرية فقط، وينتقل الطّلاب بعدها إلى مدارس الطّبّ الأُخرى لاستكمال الدراسات السّريرية، وعلى الرّغم من أن جامِعتي أوكسفورد وكامبريدج تُقَدِّمان كلًّا من الدراسات السّريرية وما قبل السّريرية في الطّب، إلَّا أن الطّلاب الذين يدرسون المساقات ما قبل السّريرية في إحدى هذه الجامِعات قد يستكملون المساقات السّريرية في جامعاتٍ أخرى. أما في الجامعات الأُخرى، يَحصل الطّلاب على المساقات السريرية وما قبلها في نفس الجامعة.

## تاريخ التدريب الطبي
تأسست أوّل مدرسةٍ للطِب في المملكة المتحدة في جامعة إدنبرة عام 1726. وقد اعتَمد التّعليم الطّبي قبل ذلك التّاريخ على التعلّم من خلال المُلاحظة، حيث كان أساتذة الطب حينها يقومون بتدريب قليلٍ جدًا للطلاب، حيث تخرّج عددٌ قليلٌ منهم كأطِباء في تلك الفترة المبكرة.
يُعدّ مستشفى سانت بارثولوميو، الذي يُعد جزءًا من كلية الملكة ماري في جامعة لندن، أحد الأمثلة على هذا النمط من التدريب الطّبّي السابق عام 1123. وتأسس أول مَقعدٍ للطّب في الجامعات البريطانية في جامعة أبردين عام 1497، وعلى الرغم من أن هذا المقعد قد مُلِئَ بشكل متقطع، إلا أنه كانت هنالك دعواتٌ لإنشاء مدرسةٍ طبّيّة (بالإنجليزية: Medical School)‏ عام 1787. جرى التدريس الطّبّي بشكلِ عشوائي في جامعة أوكسفورد منذ بدايات القرن السادس عشر، وعُيِّنَ أول أستاذٍ جامعي ملكي للطِّب عام 1546. أُعيد تشكيل نظام التعليم في عام 1833 ومرةً أخرى في عام 1856، ولكن لم يتم تأسيس مدرسة الطّبّ بشكلها الحالي حتى عام 1936. أَنشأت جامعة سانت أندروز مقعدًا للطب في عام 1772، ولكن لم يكن فيها مدرسة طِبّ (في دندي) حتى عام 1897. أُوجِدَت رتبة القارئ في الطِّب (محاضر جامعي) في جامعة كامبريدج عام 1524، ورتبة البروفيسور الملكي في الطِّب عام 1540. تمّت إعادة تشكيل نظام التعليم في عام 1829، لكنّ تأسست مدرسة الطِّب بشكلها الحالي عام 1976. وُثِقَ وُجود متدربين للمرة الأولى عام 1561 في مستشفى سانت توماس في لندن، وأٌضفيَّ الطابع الرّسمي على التدريب بين عامي 1693 و1709.
تأسست مدرسة طب جامعة إدنبرة في عام 1726، وكانت أول مدرسةٍ رسميةٍ للطب في المملكة المتحدة، ومن ثم تبعتها جامعة غلاسكو في عام 1744، وذلك على الرَّغم من أنَّ المدرسة لم يكن فيها مستشفىً طبّي حتى عام 1794. تُعد مدرسة طب القديس جورج في جامعة لندن أقدم مدرسةٍ للطب في إنجلترا، والتي بدأ التدريس الرّسمي فيها عام 1751. بدأ التدريس رَسميًّا في في كلٍّ من مستشفى سانت توماس ومستشفى غاي في لندن عام 1768، وذلك بالتزامن مع تأسيس مدرسة طِبّ المستشفيات المتَّحدة، والتي استمرت حتى تأسيس مدرسة طبٍّ منفصلة في مستشفى غاي عام 1825. مع العِلم أن كلاهما جزءٌ من كلية كينجز لندن حاليًّا. تأسست كليّة طِبّ مستشفى لندن (LHMC) عام 1785، وهي الآن جزءٌ من مدرسة طب الملكة ماري في جامعة لندن. في النّصف الأول من القرن التّاسع عشر، افتتحت كليّات الجامعات التي تأسست حديثًا في لَنْدن مستشفيات تَعليميّة، وذلك في عام 1834 (مستشفى الكلية الجامعية) وعام 1839 (مستشفى كلية كينجز). تأسست في هذه الفترة أيضًا مدرسة الطِّب في مستشفى ميدلسكس، وذلك في عام 1835، كما تأسست أيضًا مدرسة لندن للطب للنساء عام 1874، وهي أول مدرسةٍ لتعليم الطِب للنساء في بريطانيا، أما الآن فيُعد كلاهما جزءًا من كلية لندن الجامعية (مدرسة طب كلية لندن الجامعية).
أمّا بالنّسبة لخارج لندن وجامعاتها، فقد بدأ تدريس الطِّب في مانشستر عام 1752، وفي برمنغهام عام 1767. تأسست مدارس الطِّبّ رسمِيًّا في كُلٍ من مانشستر (1824)، برمنغهام (1825)، شفيلد (1829)، ليدز (1831)، برستول (1833)، نيوكاسل (1834)، ليفربول (1834)، وبلفاست (1835) في النصف الأول من القرن التاسع عشر. أما جامعة درم، فقد قدمت التّدريس بواسطة قارئ في الطب منذ افتتاحها عام 1833، لكنها لم تحتوي على مدرسة في الطِّبّ حتى انضمت إليها كُلّيَّة الطِّبّ في نيوكاسل عام 1854. في أواخر القرن التّاسع عشر، تأسست مدرسةٌ للطِّب في كارديف عام 1894. تُعد مدرسة الطِّب في جامعة سنترال لانكشاير (UCLan) أحدث مدرسةٍ للطِب في المملكة المُتحدة، وكانت قد بدأت في استقبال طلاب الطِّب عام 2015.
لعبَ القانون الطبي 1858 دورًا هامًا في تطوير مهنِيَّة الممارسة والتَّدريب الطِّبّيين، مُقَدِّمًا في حينه المجلس الطبي العام والسِّجل الطّبي.
بدأ التّوسع اللاحق لمدارس الطِّبّ عند اتباع توصيات الَّلجنة المَلكيّة للتّعليم الطِّبّي (1965-1986) تقرير تود (Todd Report)، والذي دعا إلى الإنشاء الفوري لمدارس جديدة في كلِّ من ساوثهامبتون وليستر ونوتينغهام، وذلك لدعم التعليم الطبي في المملكة المتحدة [الإنجليزية]، مع العلم أنَّ جميعها بُنيت في الفترة ما بين 1970-1980. افتُتِحت مدارس الطِّب في كُلٍّ من ووريك (الواقعة في مدينة كوفنتري) وسوانزي وكيل (الواقعة في مدينة ستوك أون ترينت) وهُل (بالشراكة مع يورك) في نهايات العقد التّاسع من القرن العشرين عشر وبدايات القرن الواحد والعشرين، بالإضافة إلى مدارس الطِّب الجديدة في جامعة إيست أنجليا (الواقعة في مدينة نورتش) ودورهام وبرايتون وسوسيكس وبينينسيولا. أطْلَقت جامعة باكنغهام، أقدم جامعة خاصة في إنجلترا، مدرسةً للدرجة الابتدائية في الطب عام 2010، وذلك على الرغم أنها توفّر فقط مؤهلات دكتور في الطب (MD) للأطباء الذين سبق أن تأهلوا في بكالوريوس الطِّب والجراحة (MBBS) أو ما يعادلها، ولا تقدّم تدريبًا طبّيًّا معتمدًا من المجلس الطّبّي العام، وبعد عام 2015 بدأت باستقبال الدّفعة الأولى لبرنامج بكالوريوس الطب والجراحة (MBBCh) لمدة أربع سنوات ونصف بتكلفة 35,000 جنيه إسترليني سنويًّا، وسُميت بمدرسة طب باكنغهام ميلتون كينز وبالشّراكة مع هيئة الخدمات الصحية الوطنية (NHS) في ميلتون كينز.
(يُرجى مُلاحظة أنَّ الجداول أدناه قد تعرض معلومات التأسيس العامّة التي تعكس البدء الرّسمي للمدارس الحاليّة؛ وذلك بسبب تعقيدات الوَصف الموجود أعلاه في تحديد التاريخ الذي وصلت فيه بعض المدارس لمرحلة تدريس الطب باعترافٍ رسمي.)

## إنجلترا

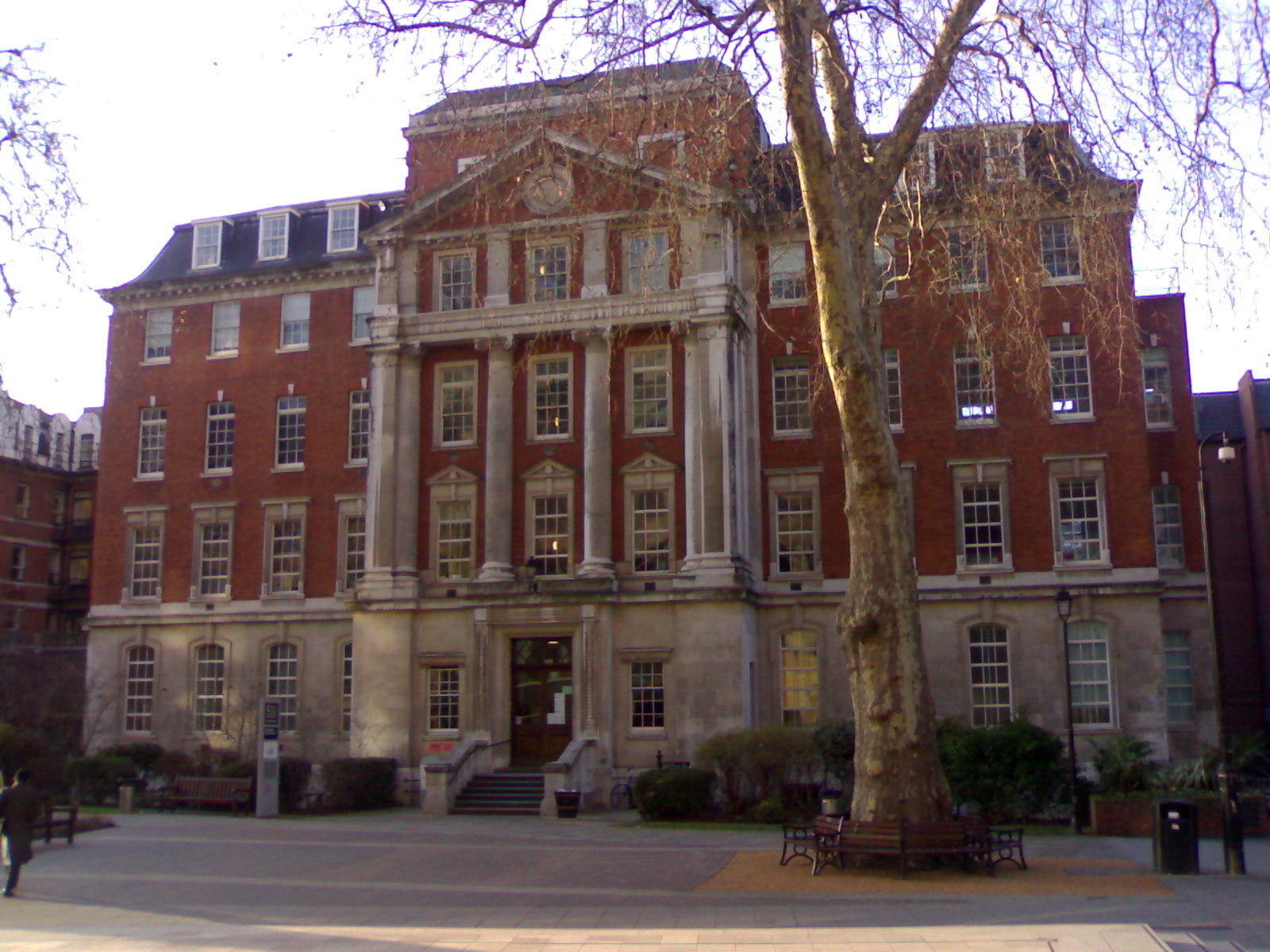
شيبارد هاوس في مدرسة طب وطب أسنان كلية كينغ في حرم غاي بلندن

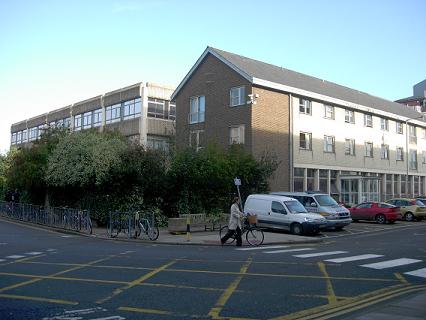
مدرسة الطب السريري في جامعة كامبريدج

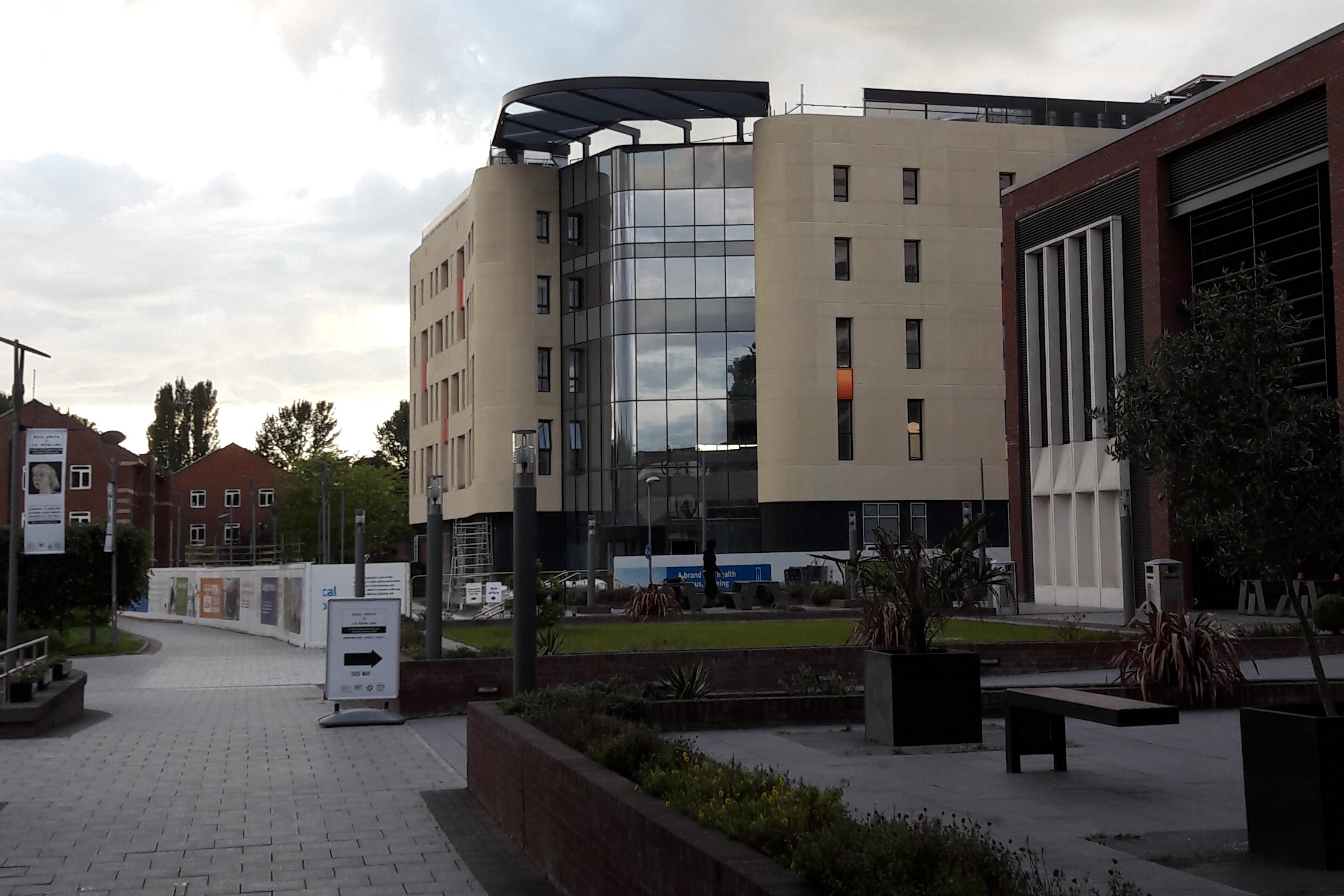
مبنى ألام الطبي، وهو جزءٌ من مدرسة طب هل يورك في جامعة هل

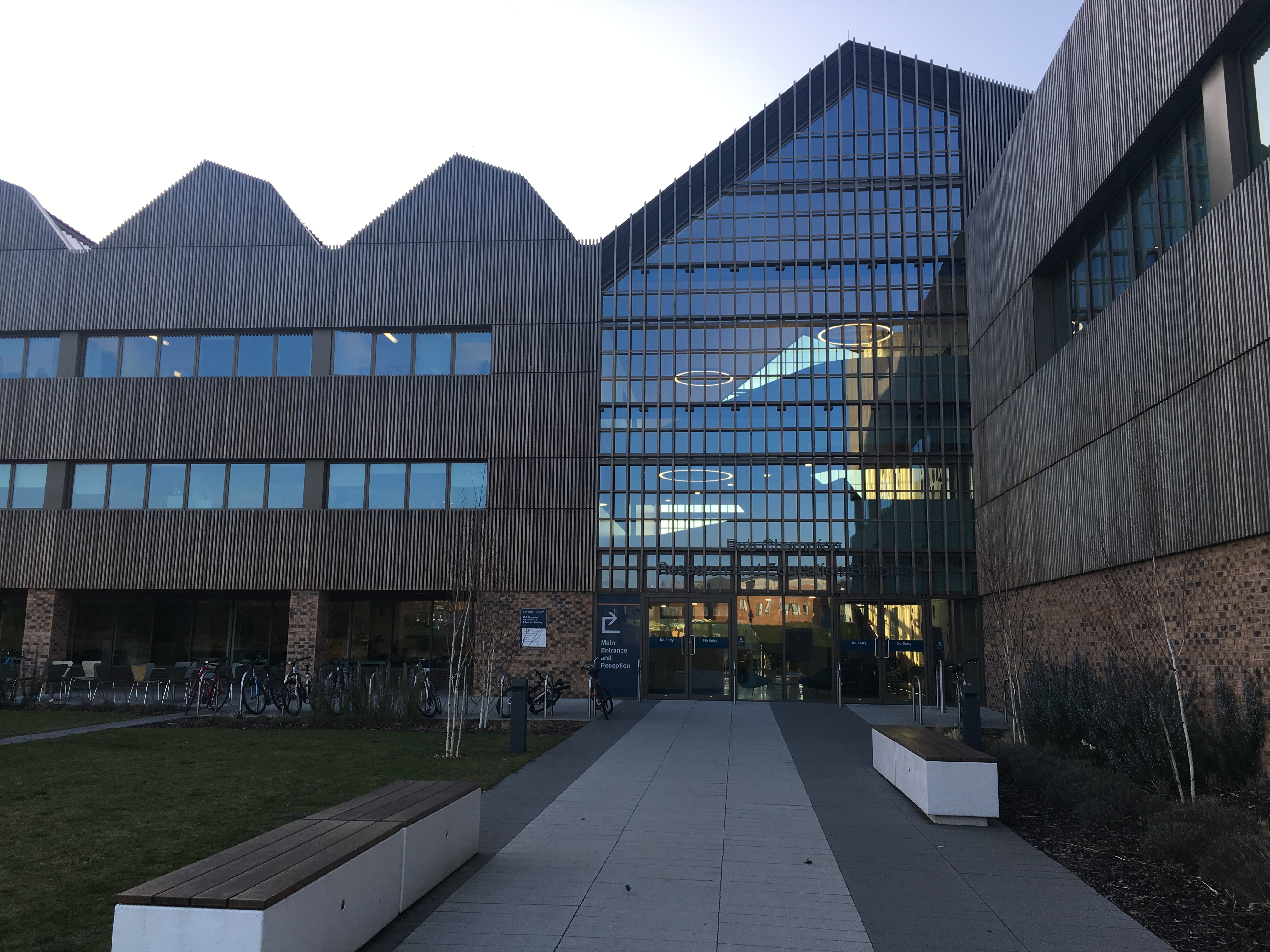
مبنى بوب شامبيون في مدرسة طب نورويتش

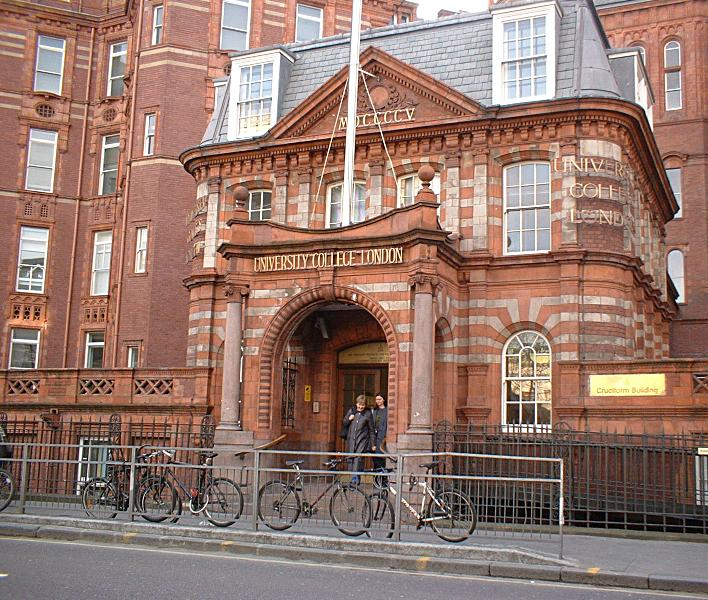
مبنى كريسوفورم في مستشفى الكلية الجامعية، تستعمله مدرسة طب كلية لندن الجامعية

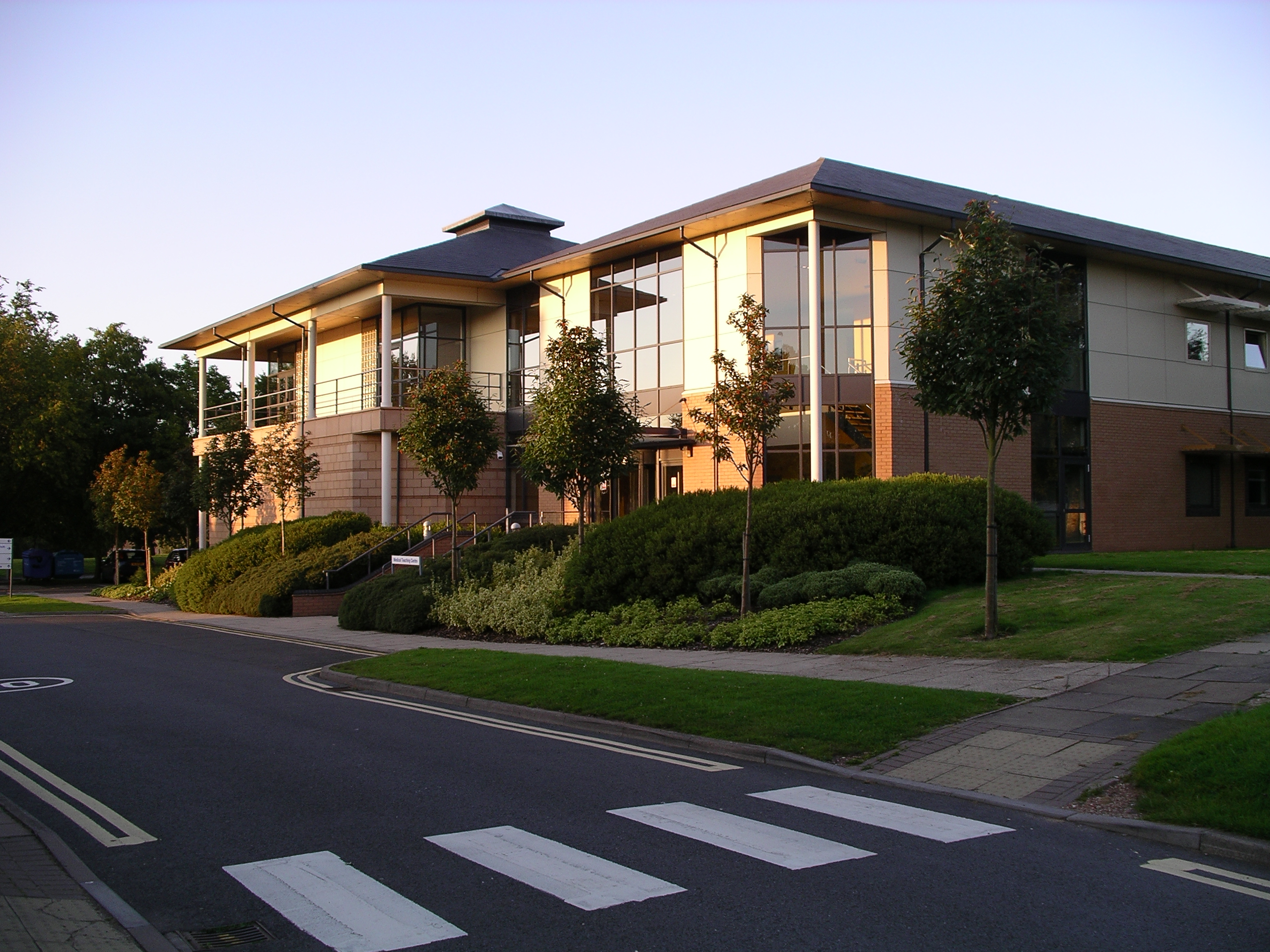
مركز التعليم الطبي في مدرسة طب ووريك

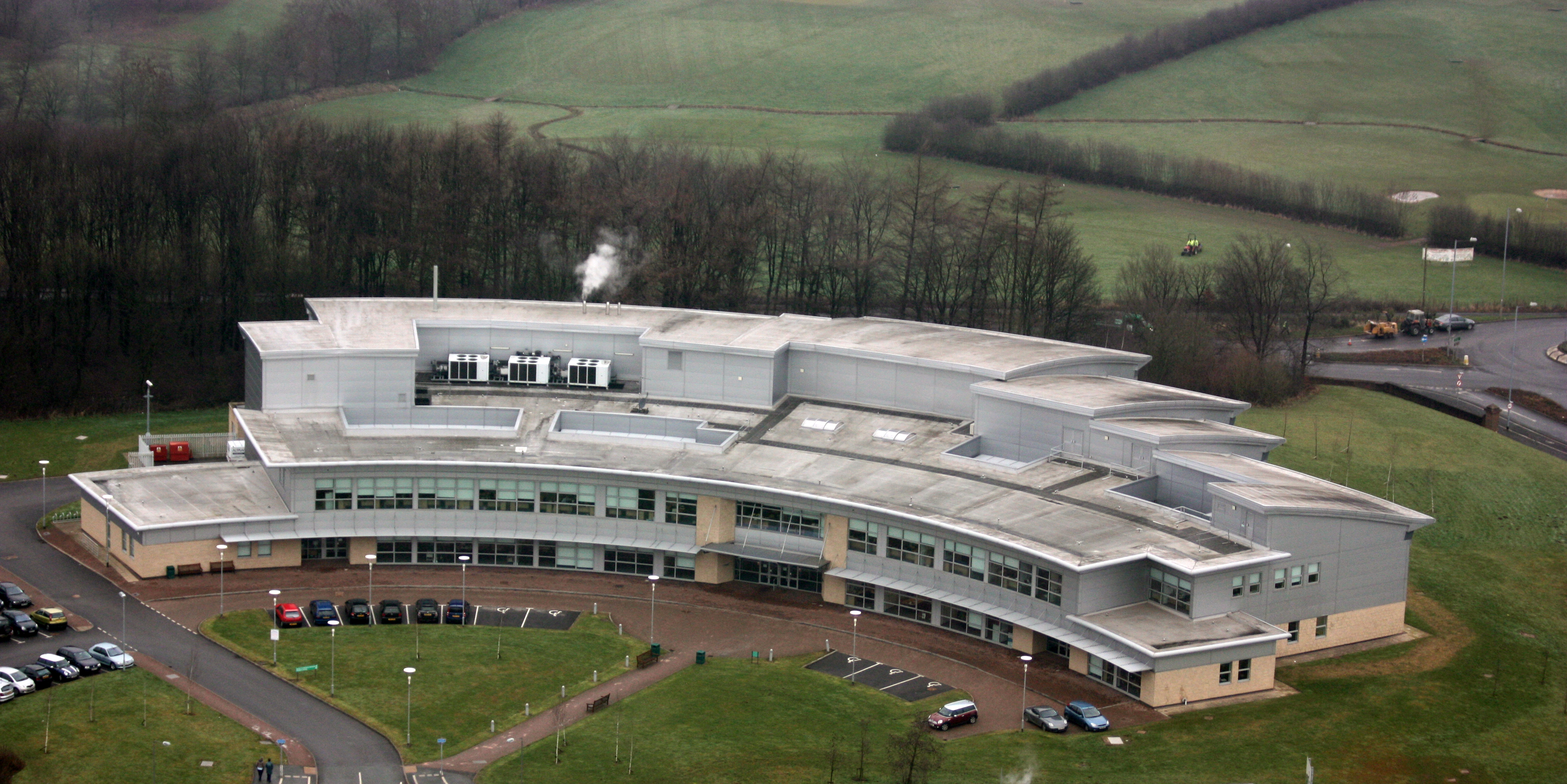
مدرسة طب جامعة كيل

| الاسم                                           | الجامعة                                | التأسيس                          | تعليقات | الدرجة الممنوحة                | مرجع          |
| ----------------------------------------------- | -------------------------------------- | -------------------------------- | --- | ------------------------------ | ------------- |
| مدرسة طب أستون                                  | أستون                                  | 2015                             | | MBChB                          | [ 33 ]        |
| مدرسة طب أنجليا روسكين                          | جامعة أنجليا روسكين                    | 2018                             | كانت أول دفعةٌ من الطلاب في العام الدراسي 2018/9، بمعدل 100 طالب في السنة. | MBChB                          | [ 34 ]        |
| مدرسة بارتس ولندن للطب وطب الأسنان              | الملكة ماري، (جامعة لندن)              | 1785                             | تشكلت المدرسة الحالية من دمج كلية الطب في مستشفى سانت بارتولوميو وكلية مستشفى لندن الطبية والتي تأسست عام 1785. يعود تاريخ التدريس في سانت بارتس إلى عام 1123. | MBBS                           | [ 35 ]        |
| مدرسة طب جامعة برمنغهام                         | برمنغهام                               | 1825                             | بدأ التعليم الطبي في برمنغهام رسميًا عام 1825، وفي عام 1900 دُمجت مع كلية ماسون للعلوم. | MBChB                          | [ 36 ] [ 36 ] |
| مدرسة طب برستل                                  | برستل                                  | 1833                             | دُمجت مع كلية برستل الجامعية (الآن جامعة برستل) عام 1893. | MBChB                          | [ 37 ]        |
| مدرسة طب برايتون وسوسيكس                        | برايتون ساسكس                          | 2002                             | انضمت إلى كلٍ من جامعة برايتون وجامعة ساسكس. | BMBS                           | [ 38 ]        |
| مدرسة الطب السريري في جامعة كامبردج             | كامبريدج                               | 1976                             | بدأ تدريس الطب في عام 1540، لكنه ظل خاملًا لسنواتٍ عديدة. أُجريت مُحاولةٌ فاشلةٌ لوضعِ أساسٍ سليمٍ للطب في أربعينيات القرن التاسع عشر، ولكنها توقفت في نهاية المطاف بحلول ستينيات القرن التاسع عشر. استجابةً لتوصية اللجنة الملكية للتعليم الطبي في عام 1976؛ أُعيد تأسيس المقررات الطبية كاملةً في كامبريدج عبر شراكةٍ مع مستشفى أدينبروك في كامبريدج. | MB BChir                       | [ 39 ]        |
| جامعة سنترال لانكشاير                           | برستون                                 | 2015                             | تعمل ضمن شراكةٍ وثيقةٍ للغاية مع ائتمان هيئة الخدمات الصحية الوطنية (NHS trust) ومجموعة التفويض السريري في كلٍ من لانكشاير وكمبريا. تقبلُ الطلاب الدوليين منذ عام 2015، وترعى طلاب المملكة المتحدة منذ عام 2017، والطلاب الممولين من حكومة المملكة المتحدة منذ عام 2018 وما بعد.                                                               | MBBS                           | [ 40 ]        |
| مدرسة طب جامعة إكستر                            | إكستر                                  | 2013 (كلية بينينسيولا: 2000)     | تأسست بعد تقسيم كلية بينينسيولا للطب وطب الأسنان. | BMBS                           | [ 41 ]        |
| مدرسة طب هل يورك                                | هل يورك                                | 2003                             | انضمت إلى كلٍ من جامعة هل وجامعة يورك. | MBBS                           | [ 42 ]        |
| مدرسة طب كلية إمبيريال                          | كلية لندن الإمبراطورية                 | 1997 (مستشفى تشارينغ كروس: 1818) | تكونت عبر دمجِ كلية طب مستشفى سانت ماري [الإنجليزية]، والمعهد الوطني للقلب والرئة، ومدرسة الطب الملكية للدراسات العليا [الإنجليزية] ومدرسة طب تشارينغ كروس وستمنستر [الإنجليزية]. | MBBS                           | [ 43 ]        |
| مدرسة طب جامعة كيل                              | كيلي                                   | 2003                             | تأسست قسمًا للدراسات العليا في الطب عام 1978، وبدأ تدريس الطب السريري الجامعي فيها عام 2003 باستعمال منهج مانشستر، لذلك كانت تُمنح درجة بكالوريوس الطب والجراحة من قبل جامعة مانشستر حتى عام 2011. ابتداءًا من عام 2012 (إجراءات 2007) أصبحت تُمنح الدرجة من جامعة كيلي نفسها.                                                                 | MBChB (طالع التعليقات)         | [ 44 ]        |
| مدرسة طب كينت وميدواي                           | جامعة كينت وجامعة كانتربري كريست تشيرش | 2020                             | تشكلت مدرسة الطب بالتعاون بين جامعة كينت وجامعة كانتربري كريست تشيرش. تتكون الدفعة الأولى من 150 طالبًا وتشرف عليهم مدرسة برايتون ومدرسة ساسكس للطب. | BMBS                           | [ 45 ]        |
| مدرسة طب وطب أسنان كلية كينغ                    | كلية الملك في لندن (جامعة لندن)        | 1988 (مستشفى سانت توماس: 1550)   | تكونت نتيجةً لاندماجٍ بين كلية الملك في لندن ومدارس الطب وطب الأسنان المتحدة في مستشفي جاي وسانت توماس [الإنجليزية] في عام 1998. وعُرفت باسم مدرسة ج.ك.ت للطب حتى عام 2005. بدأ التدريس في عام 1550 في مدرسة طب مستشفى سانت توماس. | MBBS                           | [ 46 ]        |
| مدرسة طب لانكستر                                | لانكستر                                | 2004                             | يتولى اتحاد كومبريا ولانكشاير للطب وطب الأسنان التعلم في هذه المدرسة. تُمنح درجة بكالوريوس الطب والجراحة من جامعة ليفربول. وافق المجلس الطبي العام على مدرسة لانكستر في عام 2012 لتقديم شهادةٍ طبيةٍ خاصةٍ بهم بشكلٍ مُستقل. سيتخرج الطلاب الذين يبدأون بعد سبتمبر 2013 بدرجة لانكستر.                                                           | MBChB                          | [ 47 ]        |
| مدرسة طب ليدز                                   | ليدز                                   | 1831                             | | MBChB                          | [ 48 ]        |
| مدرسة طب ليستر                                  | ليستر                                  | 1975                             | | MBChB                          | [ 49 ]        |
| مدرسة طب جامعة لينكولن                          | لينكولن                                | 2019 (منتظرة)                    | مدرسةٌ طبيةٌ جديدةٌ، كان من المقرر أن تستقبل أول طلابها في عام 2019. | MBBS                           | [ 50 ]        |
| مدرسة طب ليفربول                                | ليفربول                                | 1834                             | | MBChB                          | [ 36 ]        |
| مدرسة طب مانتشستر                               | مانشستر                                | 1824                             | بدأ تدريس الطب فيها عام 1752 عندما أسس تشارلز وايت أول مستشفىً حديثٍ في منطقة مانشستر، وهو مستشفى مانشستر الملكي. أُنشئت كلية الطب لأول مرة عام 1824. | MBChB                          | [ 52 ]        |
| مدرسة طب جامعة نيوكاسل                          | نيوكاسل                                | 1834                             | تكونت من كلية الطب بجامعة دورهام (1851-1937)، ومدرسة الطب في كلية كينجز بجامعة دورهام (1937-1963). وانضمت إلى مدرسة الطب والصيدلة والصحة في جامعة دورهام (تأسست عام 2001) في عام 2017. | MBBS                           | [ 36 ]        |
| مدرسة طب جامعة نوتينغهام                        | نوتنغهام                               | 1970                             | لديها مدرسةٌ مرتبطةٌ بها للدراسات العليا، وهي مدرسة طب جامعة نوتنغهام في ديربي. | BMBS                           | [ 53 ]        |
| مدرسة طب نورتش                                  | إيست أنجليا                            | 2000                             | مدرسة طب جامعة إيست أنجليا | MBBS                           | [ 42 ]        |
| مدرسة طب جامعة أوكسفورد (في قسم العلوم الطبية)  | أوكسفورد                               | 1946                             | دُرس الطب في جامعة أوكسفورد بشكلٍ متقطعٍ منذ القرن الثالث عشر، ولكنه ظل خاملًا خلال القرن التاسع عشر. تأسست مدرسة الطب الحالية والتي تدرس الطلاب في المرحلة السريرية والجامعية في عام 1946. | BM BCh                         | [ 54 ]        |
| مدارس بينينسيولا للطب وطب الأسنان بجامعة بليموث | بليموث                                 | 2013 (كلية بينينسيولا: 2000)     | تأسست بعد انفصال كلية بينينسيولا للطب وطب الأسنان. | BMBS                           | [ 55 ]        |
| مدرسة طب كلية لندن الجامعية                     | كلية لندن الجامعية (جامعة لندن)        | 1998 (مستشفى ميدلسكس: 1746)      | تشكلت من اندماجٍ عام 1987 بين كليات الطب في مستشفى ميدلسكس‏ (1746) ومستشفى الكلية الجامعية (1834)، واندماجٍ لاحقٍ في عام 1998 لمدرسة طب كلية الجامعة وغير الملكية (التي تأسست على أنها مدرسة لندن للطب للنساء في عام 1874) مع المدرسة الحالية.                                                                                                 | MB BS                          | [ 56 ] [ 57 ] |
| مدرسة طب شفيلد                                  | شفيلد                                  | 1828                             | انضمت إلى مستشفى رويال هالامشاير. | MBChB                          | [ 36 ]        |
| مدرسة طب ساوثهامبتون                            | ساوثهامبتون                            | 1971                             | يُدمج طلاب درجة البكالوريوس في العلوم الطبية (BMedSci) خلال 5 سنوات من دراستهم. كما يُقدم اختياريًا درجة ماجستير في العلوم الطبية (MMedSci) لمدة عام للطلاب. | BMBS، BMedSci (طالع التعليقات) | [ 58 ]        |
| كلية الطب بجامعة سندرلاند                       | سندرلاند                               | 2019                             | مدرسة طبية جديدة تَستخدم المحاكاة السريرية الحديثة. بدأ الفوج الأول من الطلاب في سبتمبر 2019. | MBChB                          |               |
| جامعة القديس جورج في لندن                       | القديس جورج (جامعة لندن)               | 1733                             | تُعتبر ثاني مؤسسةٍ تُوفر تعليمًا طبيًا رسميًا في إنجلترا، وهي مؤسسة الرعاية الصحية المستقلة الوحيدة في المملكة المتحدة. | MBBS                           | [ 59 ]        |
| مدرسة طب ووريك                                  | ووريك                                  | 2000                             | تُقدم الدرجة الابتدائية في الطب. كانت سابقًا كلية طب ليستر-ووريك. | MBChB                          | [ 60 ] [ 61 ] |

## اسكتلندا

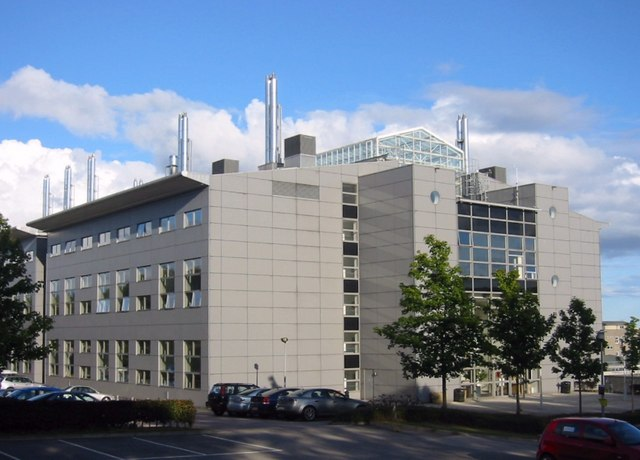
معهد العلوم الطبية في جامعة أبردين

| الاسم                      | الجامعة     | التأسيس | تعليقات | الدرجة الممنوحة                    | مرجع          |
| -------------------------- | ----------- | ------- | --- | ---------------------------------- | ------------- |
| مدرسة طب جامعة أبردين      | أبردين      | 1786    | بدأ تدريس الطب فيها في أواخر القرن الخامس عشر، وذلك على الرغم من عدم إنشاء مدرسةٍ طبيةٍ رسميةٍ حتى حوالي عام 1786 مع سلسلةٍ من المحاضرات التي قدمها الدكتور جورج فرنش والدكتور ليفينغستون والتي برزت منها كلية الطب الحديثة. | MBChB                              | [ 63 ]        |
| مدرسة طب جامعة دندي        | دندي        | 1967    | كانت جامعة كلية دندي مستقلةً في الفترة ما بين 1883 حتى 1897. وبدأ تدريس الطب فيها كجزءٍ من جامعة سانت أندروز في الفترة ما بين 1893 حتى 1967. وبعد عام 1967، أصبح تدريس الطب تحت إشراف جامعة دندي. | MBChB                              | [ 64 ]        |
| مدرسة طب جامعة إدنبرة      | إدنبرة      | 1726    | بدأ تدريس الطب في هذه المدينة منذ القرن السادس عشر. كانت جامعة إدنبرة أول جامعةٍ تقدم تدريبًا طبيًا رسميًا بدءًا من عام 1726. | MBChB                              | [ 65 ]        |
| مدرسة طب غلاسكو            | غلاسكو      | 1751    | بدأ تدريس الطب لأول مرة في عام 1637، ولكن يمكن القول أنَّ كلية الطب الحالية أنشئت عند تعيين الدكتور ويليام كولين في عام 1751. | MBChB                              | [ 67 ]        |
| مدرسة طب جامعة سانت أندروز | سانت أندروز | 1897    | بدأ تدريس الطب في سانت أندروز منذ عام 1413، ومنحت أول درجة دكتوراة في الطب عام 1696. أول أستاذٍ عُيّن فيها عام 1721. تأسست كلية الطب في عام 1897. ودُرِسَّ التعليم السريري في كلية الجامعة في دندي حتى عام 1967. تمنح جامعة سانت أندروز درجة بكالوريوس العلوم الطبية (مع مرتبة الشرف)، ودرجة بكالوريوس الطب والجراحة والتدريس السريري من كليات الطب الشريكة. | BSc (مرتبة الشرف) (طالع التعليقات) | [ 68 ] [ 69 ] |

## ويلز
| الاسم                 | الجامعة | التأسيس | تعليقات | الدرجة الممنوحة | مرجع   |
| --------------------- | ------- | ------- | --- | --------------- | ------ |
| مدرسة طب جامعة كارديف | كارديف  | 1893    | تأسست في عام 1893، وكانت تُعرف سابقًا باسم المدرسة الويلزية الوطنية للطب وباسم كلية الطب بجامعة ويلز، وفي عام 2004 أُعيد دمجها مع جامعة كارديف. | MBBCh           | [ 70 ] |
| مدرسة طب جامعة سوانسي | سوانسي  | 2001    | تُقدم مدرسة طب جامعة سوانسي الدرجة الابتدائية في الطب فقط                                                                                     | MBBCh           | [ 71 ] |

## أيرلندا الشمالية
| الاسم                           | الجامعة                | التأسيس | تعليق                                                                                  | الدرجة الممنوحة | مرجع   |
| ------------------------------- | ---------------------- | ------- | -------------------------------------------------------------------------------------- | --------------- | ------ |
| مدرسة طب جامعة الملكة في بلفاست | جامعة الملكة في بلفاست | 1821    | المدرسة الطبية الوحيدة التي تمنح درجة بكالوريوس في طب التوليد (BAO) في المملكة المتحدة | MB BCh BAO      | [ 72 ] |
| مدرسة ماغي للطب                 | جامعة ألستر            | 2021    | مسار دخول الخريجين لمدة 4 سنوات، قُبلَ أول 70 طالبًا فيها عام 2021                        | MB BS           | [ 73 ] |

## مناطق خارجية

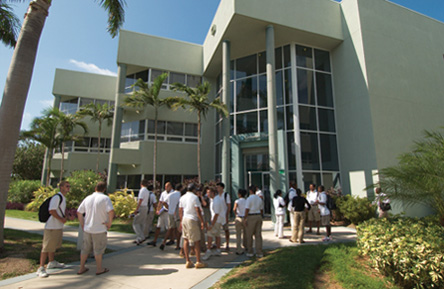
حرم جامعة سانت ماثيو

| الاسم                             | المنطقة    | التأسيس                                               | تعليق                                       | الدرجة الممنوحة | مرجع   |
| --------------------------------- | ---------- | ----------------------------------------------------- | ------------------------------------------- | --------------- | ------ |
| مدرسة سانت جيمس للطب              | أنغويلا    | عام 2010 في أنغويلا (أنشئت سابقًا في بونير عام 1999)   | تستعمل منهج جامعي مُعتمد على المنهج الأمريكي | MD              | [ 74 ] |
| جامعة سانت ماثيو                  | جزر كايمان | عام 2002 في جزر كايمان (أنشئت سابقًا في بليز عام 1997) | تستعمل منهج جامعي مُعتمد على المنهج الأمريكي | MD              | [ 76 ] |
| جامعة العلوم والفنون والتكنولوجيا | مونتسرات   | عام 2003 في مونتسرات                                  |                                             | MD MBBS         | [ 77 ] |

## الاختصارات
- يُختصر مُصطلح دكتور في الطب (باللاتينية: Medicinae Doctor) بعدة طرق، وتشمل: M.D.، وMD.
- يُختصر مُصطلح بكالوريوس الطب والجراحة (باللاتينية: Medicinae Baccalaureus Baccalaureus Chirurgiae) بعدة طرق، وتشمل: MBChB، وMBBS، وBMBS، وMB BChir، وBM BCh، وMBBCh، وMB BCh.
- يُختصر مُصطلح بكالوريوس العلوم الطبية (بالإنجليزية: Bachelor of Medical Sciences)‏ بعدة طرق، وتشمل: BMedSci، وBSc.